# Lillehammer
Lillehammer város és község Norvégiában, Oppland megyében, a délkeleti Østlandet földrajzi régióban. Területe 477 km², népessége 25 070 (2004).

## Földrajz
Lillehammer Øyer községtől délre, Gausdaltól délkeletre, Nordre Landtól északkeletre és Gjøviktől északra terül el. Délkeleti szomszédja a hedmark megyei Ringsaker.
Lillehammer központja jórészt jó állapotban fennmaradt 19. századi faházakból áll. A város festői környezetben fekszik, a Lågen folyó, illetve a Mjøsa tó északi partján, és hegyek veszik körül.

### Éghajlat
Klímája viszonylag csapadéktalan, szárazföldi.
| Hónap                         | Jan.  | Feb.  | Már. | Ápr. | Máj. | Jún. | Júl. | Aug. | Szep. | Okt. | Nov. | Dec.  | Év   |
| ----------------------------- | ----- | ----- | ---- | ---- | ---- | ---- | ---- | ---- | ----- | ---- | ---- | ----- | ---- |
| Átlagos max. hőmérséklet (°C) | −6,0  | −4,0  | 1,0  | 6,0  | 13,0 | 18,0 | 19,0 | 17,0 | 12,0  | 7,0  | 0,0  | −4,0  | 6,6  |
| Átlaghőmérséklet (°C)         | −9,0  | −7,5  | −3,5 | 1,5  | 8,0  | 13,0 | 14,0 | 12,5 | 8,0   | 4,0  | −3,0 | −7,0  | 2,6  |
| Átlagos min. hőmérséklet (°C) | −12,0 | −11,0 | −8,0 | −3,0 | 3,0  | 8,0  | 9,0  | 8,0  | 4,0   | 1,0  | −6,0 | −10,0 | −1,4 |
| Átl. csapadékmennyiség (mm)   | 46    | 35    | 40   | 37   | 58   | 77   | 89   | 90   | 86    | 85   | 68   | 50    | 761  |
| Forrás: Weather2Travel.com    |       |       |      |      |      |      |      |      |       |      |      |       |      |

## Történelem

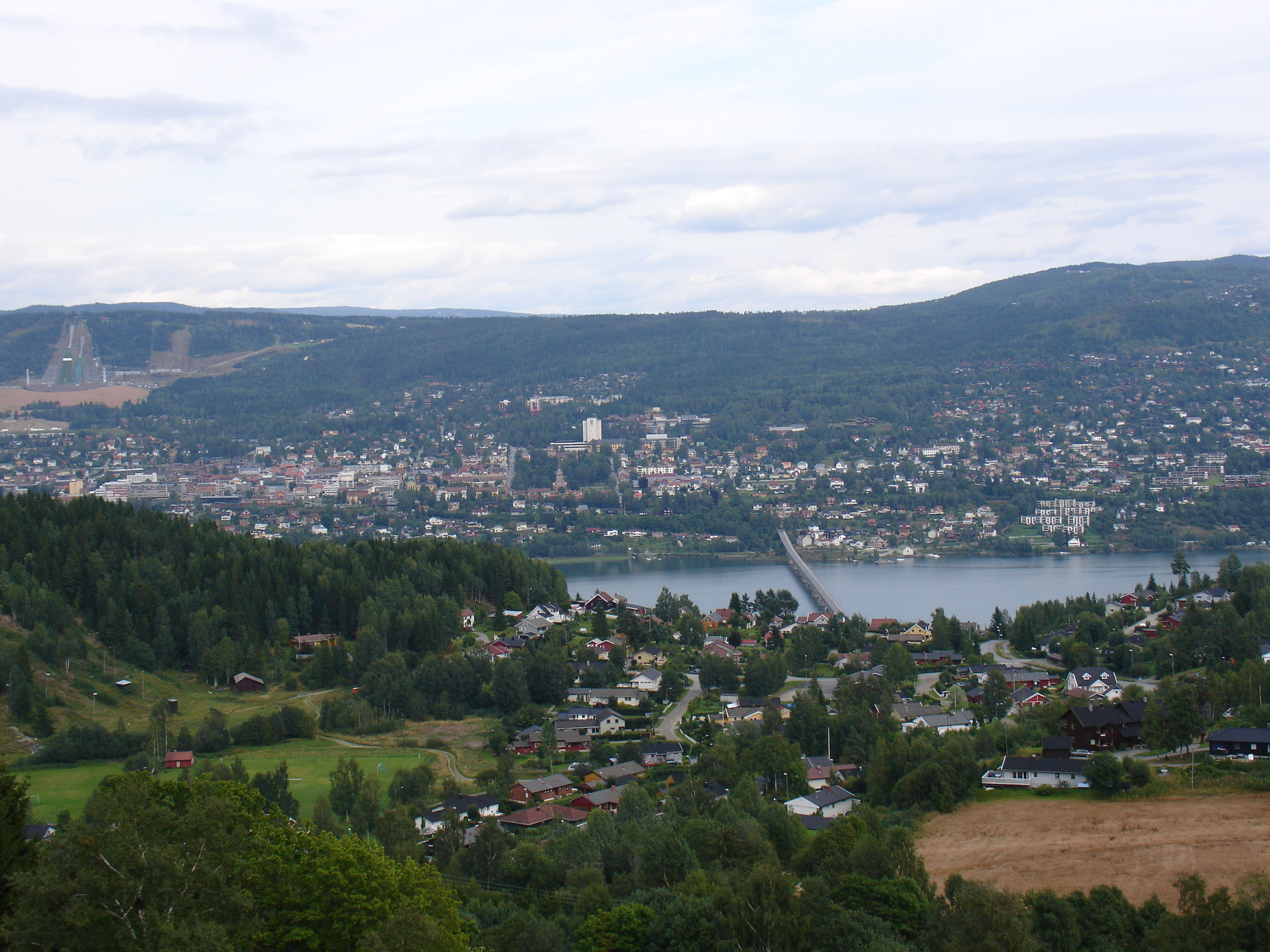
Lillehammer nyugat felől

Lillehammer községet 1838. január 1-jén hozták létre (lásd: formannskapsdistrikt). Fåberg községet 1964. január 1-jén olvasztották be Lillehammerbe.
Lillehammer címere 1898-ban született, egy birkebeinert, 12. századi felkelőt ábrázol.
Neve világszerte ismertté akkor vált, amikor Lillehammer 1994-ben megrendezte a téli olimpiai játékokat.

## Gazdaság
Kereskedelméhez kedvező elhelyezkedése teremtett jó alapokat: a Mjøsa tó legészakibb pontján fekszik, ugyanakkor a Gudbrandsdal-vidék kapuja, amelyen keresztülhalad a történelmi trondheimi országút. A Mesna folyó jelenléte az ipar számára kedvező.

## Közlekedés
Norvégia egyik fő vasútvonala, a Dovrebanen Hamartól indulva Lillehammeren keresztül fut a Gudbrandsdalba, hogy Trondheimban érjen véget. Lillehammeren keresztülhalad az E6-os nemzetközi út is.

## Turizmus
- Az olimpiai létesítmények.

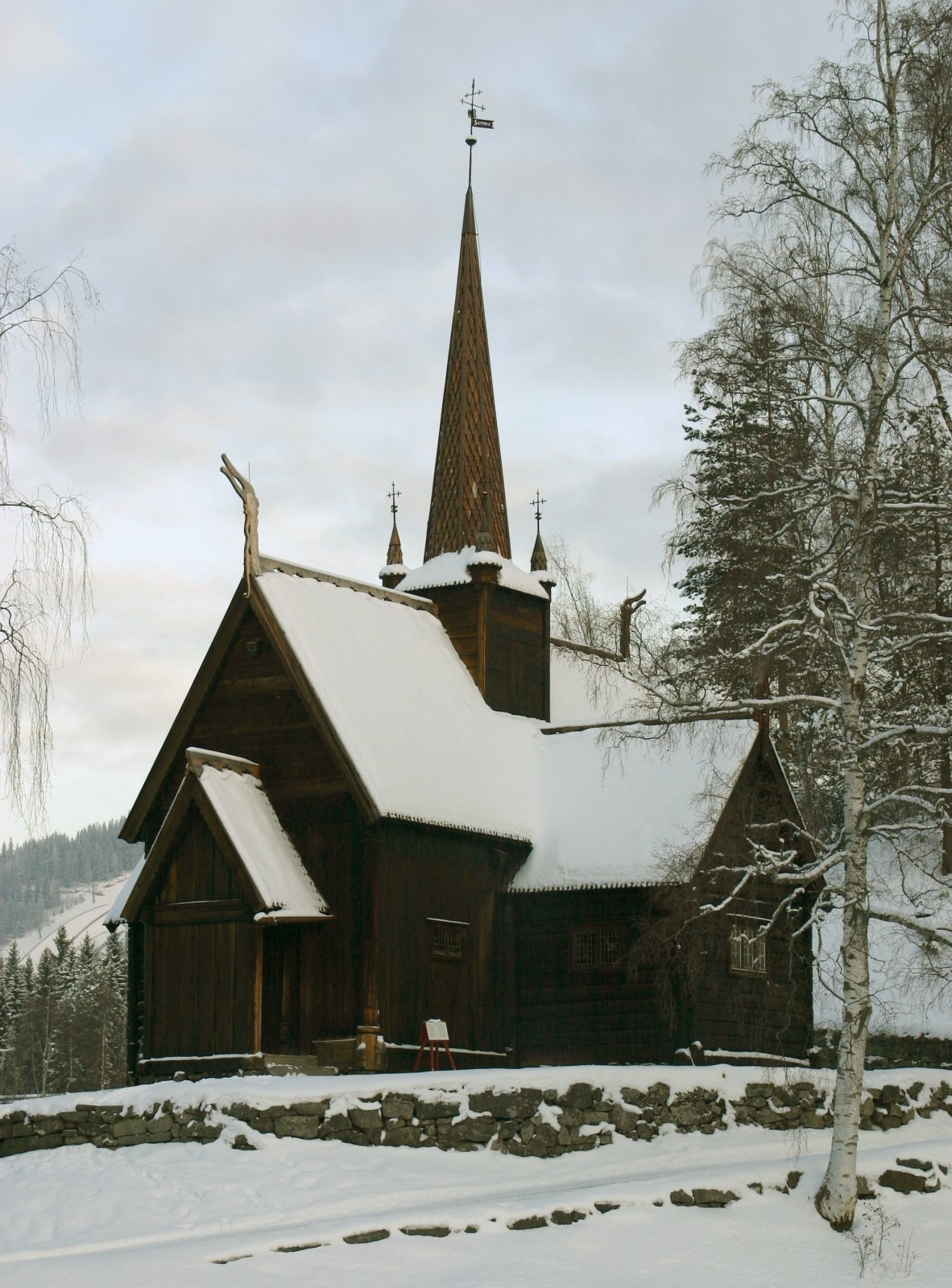
A Garmo fatemplom télen

- A Maihaugen skanzen Norvégia legnagyobb szabadtéri múzeuma, amely 185 épületet mutat be (többnyire Lillehammerből, illetve a Gudbrandsdalen völgyből), köztük az 1150 körül épült Garmo fatemplom.
- A Flygelet művészeti múzeum
- A PS Skibladner, a világ legrégebb óta (1856-tól) szolgálatban álló keréklapátos gőzhajója.
- A drotteni sziklafaragások (Fåberg, a Gudbrandsdalslågen folyótól nyugatra).
- Sjusjøen sícentrum (már Ringsaker községben, Lillehammertől 20 kilométerre keletre).

## Sport
Az 1994-es téli olimpiai játékok nyomán továbbhasznosítható sportlétesítmények maradtak hátra, amelyeket a Lillehammeri Olimpiai Park kezel.
A Håkons Hallt, ahol az olimpia jégkorong mérkőzései zajlottak, nem csak sportesemények, hanem kongresszusok, kiállítások, koncertek rendezésére is használják. Ugyancsak helyet ad kereskedelmi rendezvényeknek is a Birkebereinen Sístadion. A város egyik jelképe a Lysgårdsbakkene Síugró Aréna környezetbe simuló mesterséges dombja. Többféle téli sport helyszíne a Kanthaugen Szabadstílus Aréna (szánkó, tobogán stb.). Olimpiai helyszín volt a Lillehammer belvárosától 15 kilométerre fekvő hunderfosseni bobszánkó pálya is.
2016-ban a városban rendezik a II. téli ifjúsági olimpiai játékokat.

## Külső hivatkozások
- Lillehammer statisztikái (angolul és norvégül)
- Lillehammeri turistairoda
- Lillehammer és Gudbrandsdalen
- Lillehammer University College Archiválva 2006. június 13-i dátummal a Wayback Machine-ben
- Lillehammer Icehockey Club
- Lillehammer Olympic Park
- Pictures from the Olympic games in 1994